# Peter Hedström
Pour les articles homonymes, voir Hedström.
Peter Hedström (né le 14 juillet 1955) est un sociologue suédois et l'un des fondateurs de la sociologie analytique. Ses principales contributions se rapportent à l'analyse des phénomènes de contagion sociale et de réseaux sociaux complexes. Il est l'un des principaux contributeurs à la littérature sur les mécanismes sociaux. Il est actuellement professeur de sociologie à l'université de Linköping. 

## Biographie
Peter Hedström soutient sa thèse l'université Harvard en 1987. Il est ensuite assistant de professeur à l'université de Chicago puis professeur au département de sociologie de l'université de Stockholm. En 2003, il quitte la Suède pour être professeur au Nuffield College de l'université d'Oxford, qu'il quitte en 2011. En 2014, Hedström crée l'Institute for Analytical Sociology (Institut de sociologie analytique) à l'université de Linköping, où il devient également professeur,. Il est également président de lInternational Network of Analytical Sociology, et il a été président de l'Académie Européenne de Sociologie. 